# Half-Life: Uplink
Half-Life: Uplink är en demoversion av Valve Corporations förstapersonsskjutare Half-Life, släppt 12 februari 1999. Uplink introducerar många av de vanligaste fienderna, rollfigurerna, och vapnen från den fulla versionen av spelet. Olikt det första Half-Life-demot, Half-Life: Day One, och Half-Life 2 demot, framträder banorna inte i Half-Life. Istället användes en del som tagits bort ur det ursprungliga spelet innan detta släpptes. Uplink gjordes tillgänglig för nedladdning efter att Half-Life släpptes.

## Handling
Half-Life: Uplink utspelar sig 48 timmar efter "the containment breach". Gordon kommer till ett kontrollrum i närheten av Lambda-reaktorn. Där finner han en forskare och en säkerhetsvakt som vill ta sig in i Lambda-komplexet och fly, men de kan inte öppna reaktordörren innan en signal har sänts till The United States Nuclear Regulatory Commission. De kan inte göra det på grund av att antennen inte går att styra från kontrollrummet, utan måste riktas manuellt. Därför skickar de Gordon igenom ett område fullt av HECU-soldater och utomjordingar. När Gordon väl ställt in antennen måste han ta sig tillbaka till kontrollrummet igen igenom en underjordisk labyrint av tunnlar fulla med av Headcrabs och Zombier.
När Gordon väl är tillbaka i kontrollrummet kan han fortsätta igenom den nu öppnade dörren. Till slut blir han fångad i ett stort rum med en Gargantua, som dödar alla människor där innan han vänder sig mot Gordon. G-Man kan ses stå i ett fönster och titta på. Skärmen blir sedan svart och denna text dyker upp:
Current evaluation: uplink completed.
Require further data.